# 耕地整理

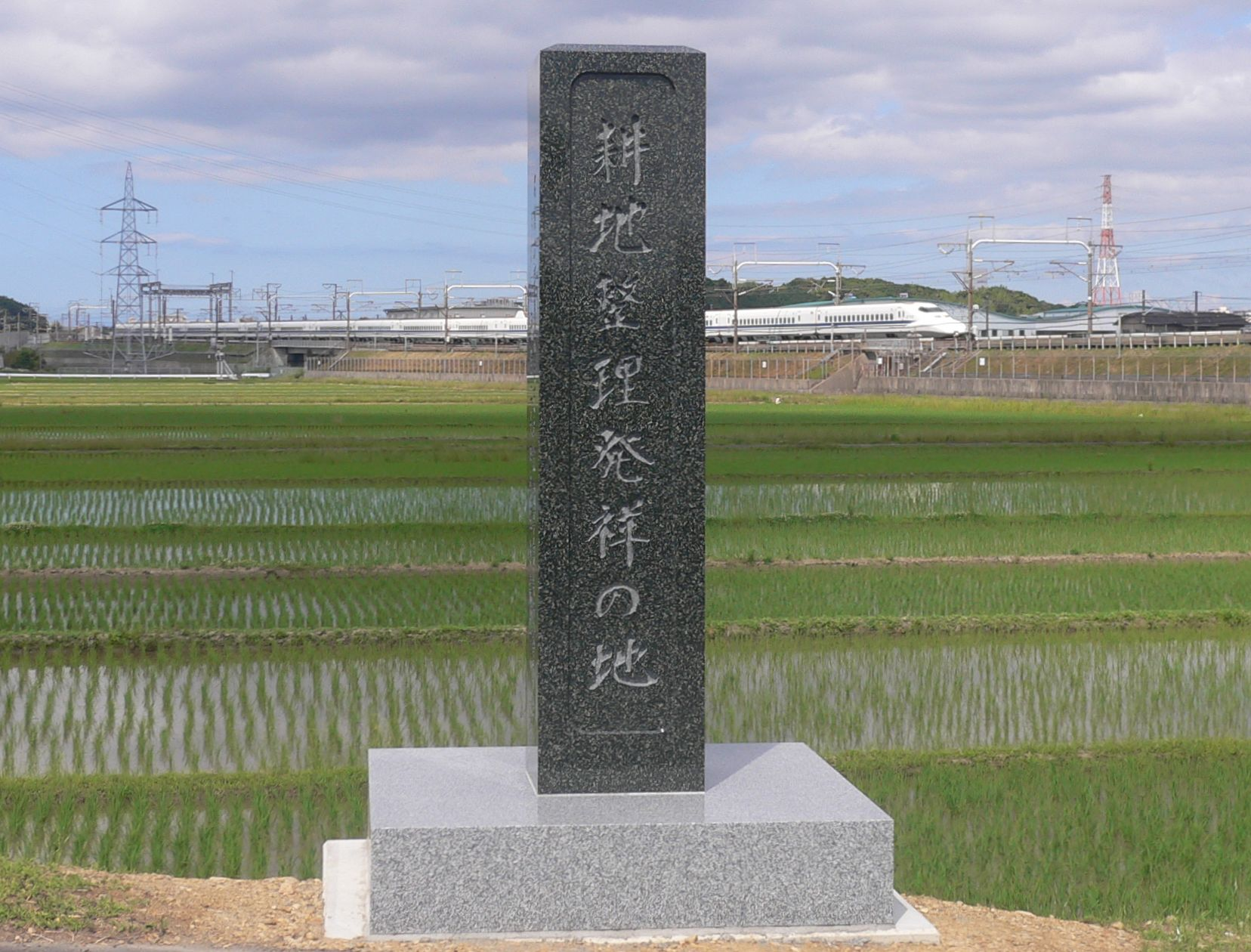
「耕地整理発祥の地」記念碑
静岡県袋井市彦島

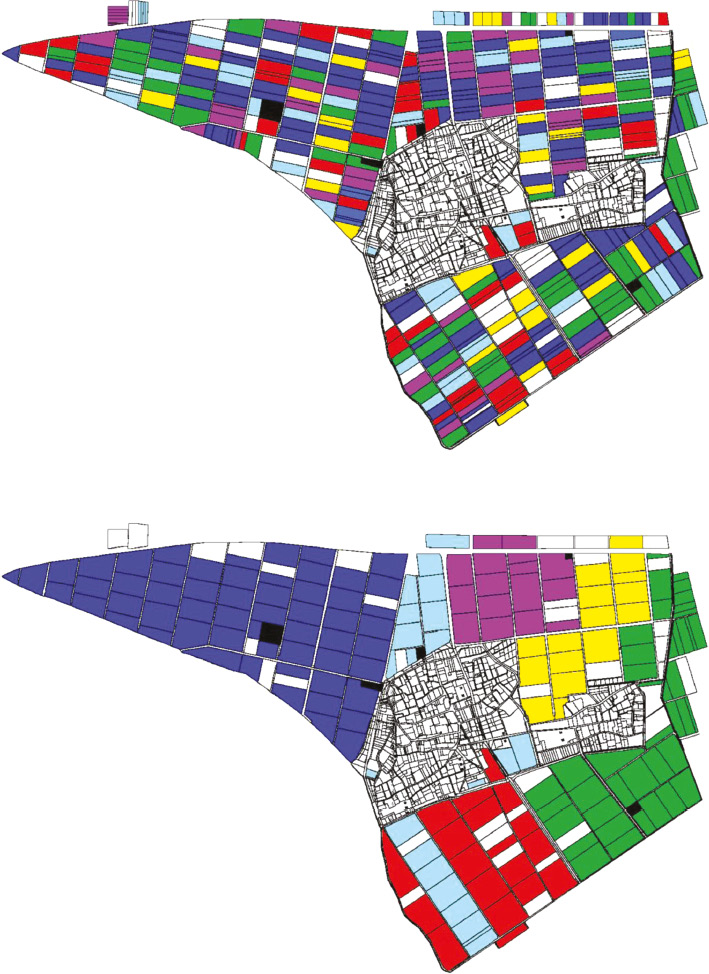
農地の区画を耕地整理の前後で比較した例。隣接する数区画が統合された。また、所有者ごとに色分け（ある集落における主要6農家の区画を着色）されているが、ばらばらに分布していたものが交換され所有者ごとにまとめられた。

耕地整理（こうちせいり）とは、在来の農地を区画整理して、用排水の利便性を向上させたり、通路を整備して目的の水田等に他の水田等を通らずに作業にいけるようにすること。牛馬耕や農業機械による作業が能率的に行えるようになる。

## 沿革
農耕地の区画割りの歴史をみると、いにしえは、口分田班給に結び付く古代の条里制も農耕地の区画割りである。また、江戸時代に盛んに行われた新田開発（原野・荒地の開拓、沼地の干拓など）でも当該地に最も適した農耕地の区画割りが行われている。一方、明治維新直前には、農業を営む者が個人の耕作地で簡単に行うことができる畦畔の改良が行われた。その畦畔の改良も幕府の目が光り、貢租徴収者の幕府諸侯の意図に沿うもの以外は禁止されたが、監視の目をくぐって反収を高め、効率的な生産が可能な畦畔の改良が私的に行われていた。明治になると私的な畦畔の改良に代わり、水田所有者間で利害調整（交換分合）をした集団的な区画整理が行われた。近代的な耕地整理の技法として、静岡式の「畦畔改良」と石川式の「田区改正」が考案、実施された。

## 耕地整理の技法 -その考案・実施-

### 静岡式
静岡式は1872年（明治5年）に静岡県山名郡彦島村で名倉太郎馬（1840〜1911）が実施したのが最初で、その後1887年（明治20年）に鈴木浦八（1852〜1918）が行った。水田の区画面積は2〜3畝（約200〜300m2）と石川式より小さく、支線道路や用排水路はすべての区画には接していない。また、道路、水路の方向を正確に東西南北に合わせる「正方位」化を特徴とした。静岡式の技法は、一般的に「畦畔改良」と呼ばれる。静岡式の主要な目的は、区画の整形化と正方位化による正条植えの効率的･効果的実施と、畦畔の撤去による水田面積の増加である
。

### 石川式
石川式は1887年（明治20年）に石川県河南郡野々市村の模範農場で始められた技法で、水田の区画はいずれも支線道路と用排水路に接し、長方形に整形化され、面積は6〜8畝（約600〜800m2）に拡大された。石川式の技法は、一般的に「田区改正」と呼ばれる。石川式の主要な目的は、区画の拡大･整形化と排水改良による乾田化･牛馬耕の導入、道路の直線化による資材運搬作業の効率化だった。また、区画整形化によって付随的にもたらされる効果として、耕地整理による耕地の増加（増歩）、小排水路建設による乾田化と二毛作水田化があった。

## 法制化
耕地整理法は1899年（明治32年）制定され、1900年（明治33年）に施行された。当初、耕地整理の事業目的は「耕地の利用を増進する目的を以て其の所有者共同して土地の交換若は分合、区画形状の変更及道路、畦畔若は溝渠の変更廃置を行うを謂う」（同法第一条）とされた。交換分合による分散所有地の集団化、一枚一枚の区画の「正形」化と「広閲」化、道路の直線化等による既耕地の耕作、適作の便の改良が目的として示された。

## 耕地整理組合
耕地整理法の成立により、耕地条件の不備を改めて生産性を高めるため、国の補助･融資の下にさまざまな施策が進められることになったが、明治42年の同法の改正により、事業が土地所有者による単純な共同施行から「耕地整理組合」という法人によって施行されるようになった。この組合は土地所有者だけで構成される組織で、小作人などは関係耕作者であっても組合から排除されていた。

## 資料
- 日本農業発達史 農業発達史調査会編
- 耕地整理事業から土地改良事業への展開過程 -事業内容と類縁用語の検討を中心に- 石井 敦
- 耕地整理の祖 名倉太郎馬 -その業績と生涯- 袋井市教育委員会（平成22年度袋井市協働まちづくり事業）